# Lepidagathis fischeri
Lepidagathis fischeri är en akantusväxtart som beskrevs av C. B. Cl.. Lepidagathis fischeri ingår i släktet Lepidagathis och familjen akantusväxter. Inga underarter finns listade i Catalogue of Life.